# Secesja Monachijska

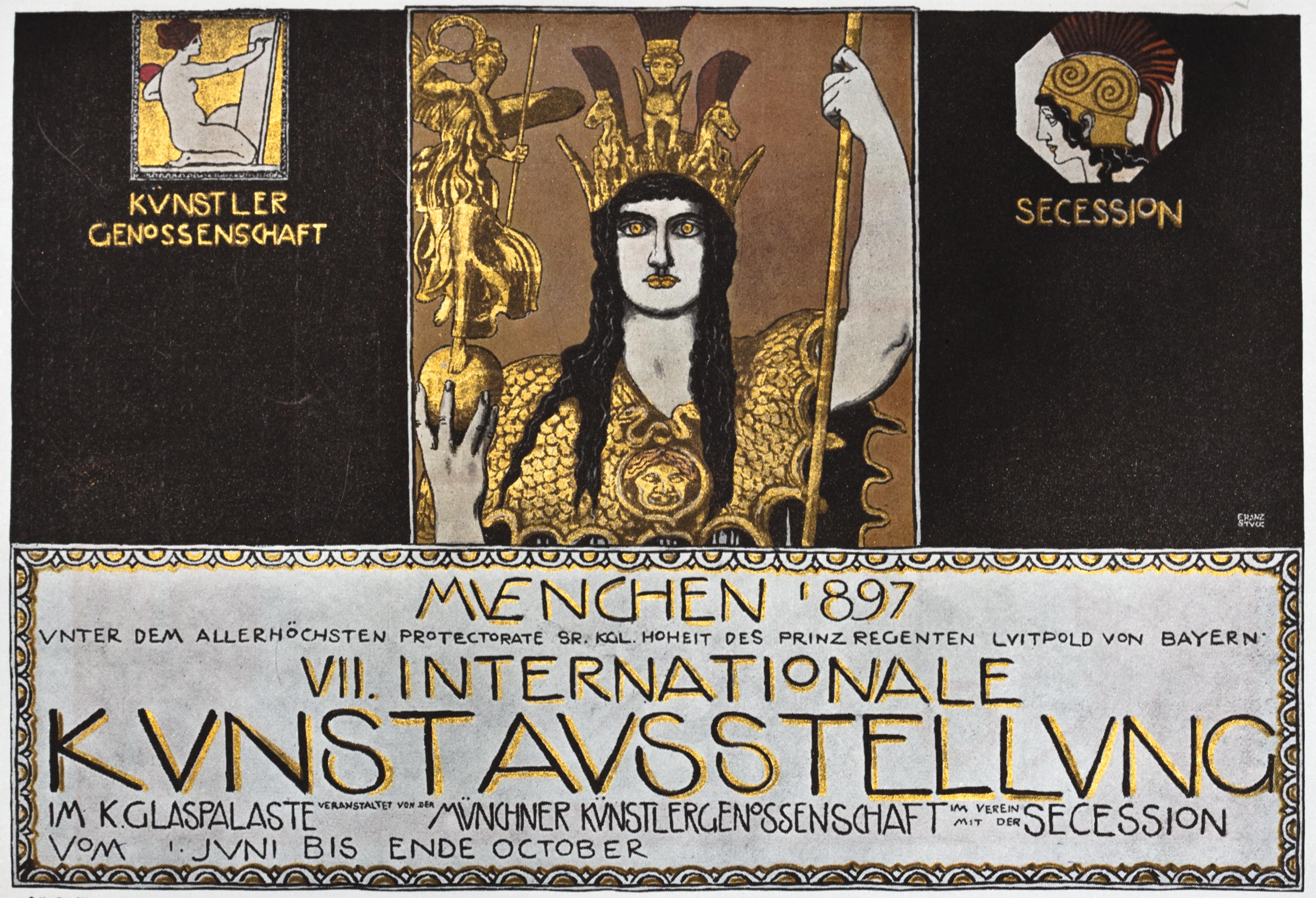
Plakat Franza von Stucka z okazji VII Międzynarodowej Wystawy sztuki w Monachium 1897

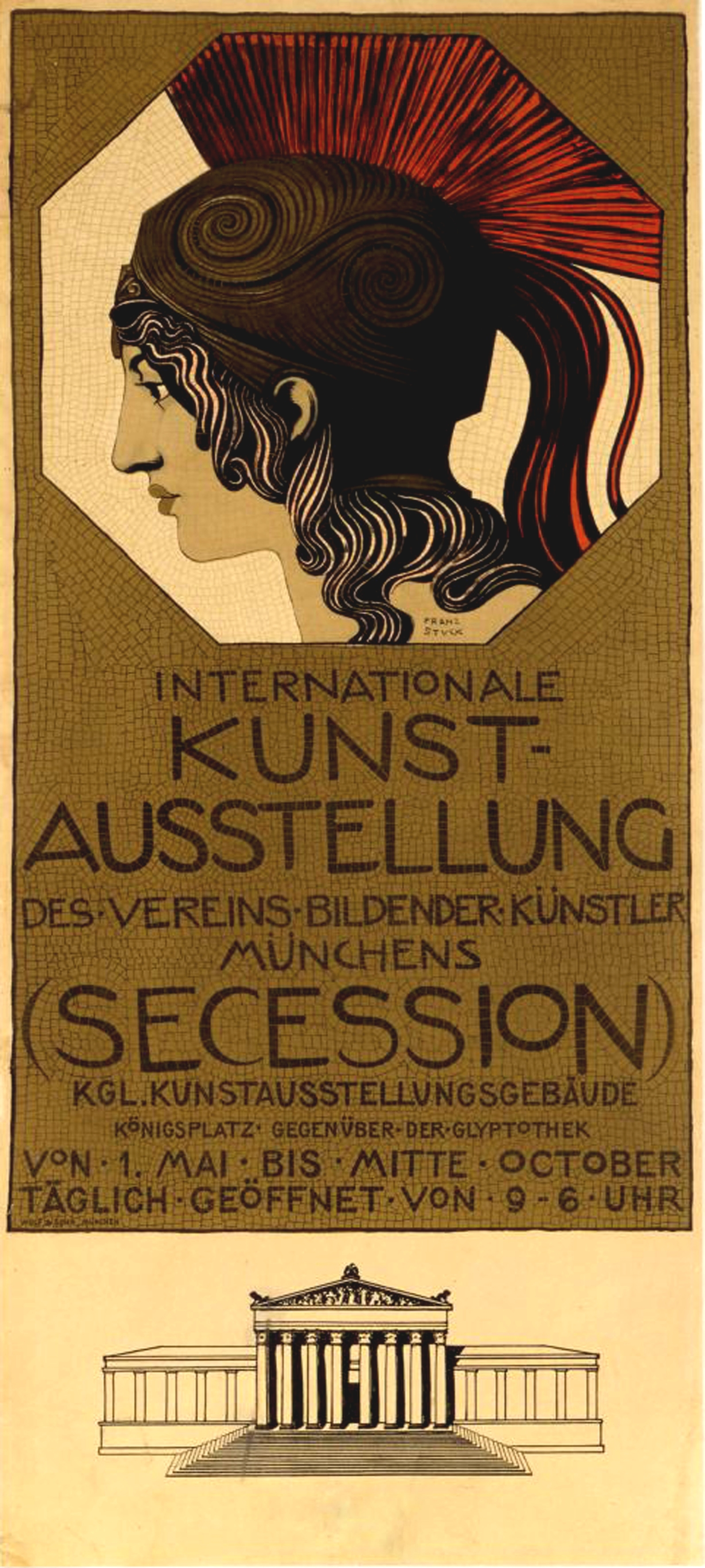
Plakat wystawowy Franza von Stucka 1898–1900

Secesja Monachijska (niem. Münchner Secession) – stowarzyszenie artystów plastyków, którzy 4 kwietnia 1892 dokonali oddzielenia (secesji) od Monachijskiego Zrzeszenia Artystów (Münchner Künstlergenossenschaft) opanowanego przez artystów konserwatywnych, hołdujących historycyzmowi, ukształtowanemu pod wpływem „monachijskiego księcia malarzy” Franza von Lenbacha. Secesja Monachijska działała na zasadzie spółdzielni, służyła też sprawom bytu materialnego, ale przede wszystkim popierała rozwój środków wyrazu artystycznego. W pierwszym okresie działalności do stowarzyszenia należało 96 artystów.
W czasach Trzeciej Rzeszy Secesja Monachijska została rozwiązana w roku 1938, lecz już w roku 1946 podjęła na nowo działalność. W roku 1992 obchodziła jubileusz stulecia działalności.

## Geneza stowarzyszenia
Pod koniec XIX wieku Monachium uchodziło za stolicę sztuki niemieckiej. Studiowało tam wielu artystów z Polski. Dominowało tam konserwatywne malarstwo historyczne, popierane przez księcia-regenta Luitpolda Karola Wittelsbacha i założoną fundację jego imienia.
Nowe kierunki w sztuce, jak impresjonizm, ekspresjonizm, malarstwo pejzażowe i symbolizm nie cieszyły się oficjalnym poparciem.
W roku 1888 monachijskie stowarzyszenie artystyczne urządziło wystawę w Pałacu Szklanym w Monachium, która zakończyła się niepowodzeniem i klęską finansową. 
W cztery lata później 96 artystów założyło Secesję Monachijską. Do grona założycieli należeli m.in. Max Liebermann, Franz von Stuck, Hugo von Habermann, Reinhold Lepsius, Wilhelm Trübner, Lovis Corinth, Walter Leistikow, Peter Behrens, Hans Olde, Anton von Stadler, Josef Block, Adolf Brütt. 
Pierwszym prezesem wybrano Bruno Piglheina, a sekretarzem Paula Hoeckera.
Do Secesji Monachijskiej należeli zarówno znani artyści jak Hans Thoma, Wilhelm Trübner, Fritz von Uhde, Franz von Stuck i Max Liebermann, jak i twórcy awangardowi, jak Lovis Corinth, Otto Eckmann i August Endell. Nie wszyscy byli zwolennikami Art Nouveau.
Pod wpływem Secesji Monachijskiej powstały w roku 1897 Secesja Wiedeńska, a w roku 1898 Secesja Berlińska. Te ugrupowania utworzyły w roku 1903 nadrzędną organizację Deutscher Künstlerbund (Niemieckie Zrzeszenie Artystów).
W roku 1897 w porozumieniu z Franzem von Lenbachem budynek wystaw artystycznych przy Königsplatz przypadł Secesji Monachijskiej, a stare Muzeum Narodowe przy Maximilianstrasse – Niemieckiemu Zrzeszeniu Artystów. Lenbach otworzył w roku 1900 własny pawilon wystawowy Lenbachhaus.
Za najbardziej znanego artystę Secesji Monachijskiej uważano Franza von Stucka, którego erotyczne malarstwo bywało przyczyną skandali. Stuck wzniósł przy Prinzregentenstraße własną willę (Villa Stuck) która stała się przeciwieństwem domu Lenbacha.
W roku 1938 w ramach „oczyszczania” sztuki niemieckiej rozwiązano Secesję Monachijską. W roku 1946 członkowie Secesji utworzyli nowe ugrupowania artystyczne: Nową Grupę (Neue Gruppe) i Nową Monachijską Spółkę Artystów (Neue Münchner Künstlergenossenschaft).